# Anacondas: The Hunt for the Blood Orchid
Anacondas: The Hunt for the Blood Orchid (titulada: Anacondas: La cacería de la orquídea sangrienta en España y Anaconda 2: En busca de la orquídea sangrienta en Hispanoamérica) es una película de Estados Unidos dirigida por Dwight H. Little en 2004, es la segunda película de la franquicia Anaconda y esta protagonizada por Johnny Messner, KaDee Strickland, Morris Chestnut, Eugene Byrd, Nicholas González, Matthew Marsden, Salli Richardson, Andy Anderson y Karl Yune. Se estrenó 7 años después de Anaconda de 1997 y en 2008 se estrenó su continuación Anaconda 3: Offspring y su última película Anacondas: Trail of Blood en 2009.

## Argumento
Un grupo de investigadores de la compañía farmacéutica Wexel Hall se dirige a la isla de Borneo buscando una orquídea conocida como la orquídea sangrienta, una flor que creen que puede ser utilizada como una especie de fuente de inmortalidad y cuyos beneficios en la salud humana serán impactantes. Aunque el guía del equipo, Bill Johnson (Johnny Messner) tiene dudas sobre tomar un camino peligroso, Jack Byron (Mateo Marsden) los insta a tomarlo. El equipo termina yendo sobre una cascada y tienen que vadear el río. Una anaconda gigante sale del agua y se come al Dr. Ben Douglas (Nicholas González) entero, mientras que el resto del grupo escapa. Bill les asegura que era la serpiente más grande que jamás vio y que deberían pasar semanas "para que tenga hambre de nuevo"; sin embargo, la mayoría del equipo exige que la expedición se suspenda.
El grupo visita a un amigo de Bill, John Livingston (Andy Anderson), que vive con su bote en el río para ver si puede prestarles su barco. En el camino, Bill descubre una infestación de sanguijuelas sobre Cole (Eugene Byrd) en su espalda y las quema con su encendedor, mientras que Tran Wu (Karl Yune) encuentra una araña venenosa en el zapato de Gordon Mitchell (Morris Chestnut). Jack decide llevar la araña a su estudio y luego todo el mundo reanuda el viaje a la embarcación. Sin embargo, Livingston es engullido por otra anaconda y su barco se estrella en la orilla del río. Bill se da cuenta de que debe de ser la temporada de apareamiento, lo que significa que todas las anacondas macho salen de sus territorios para encontrar a la hembra más cercana en su pozo de apareamiento.
El equipo llega a una pequeña aldea indígena que consiste en chozas de paja, donde abandonaron una anaconda destripada con un par de piernas humanas colgando del abdomen de la serpiente. El equipo especula que las serpientes son inusualmente grandes en tamaño, ya que sus vidas se han extendido a través de las orquídeas, que son una parte de la cadena alimenticia local. Jack dice que deben estar cerca de las orquídeas y por lo tanto deben seguir adelante. Sin embargo, los otros sostienen que no hay evidencia de que las orquídeas tendrán el mismo efecto en los seres humanos y desean abandonar la expedición, por lo que empiezan a construir una balsa de escape que finalmente es robada por Jack.
Sin más material para hacer otra balsa, el grupo decide ir a buscar a Jack y recuperar la balsa. En el camino caen en una cueva tratando de escapar de una anaconda. Cole se pierde y entra en pánico tras encontrar un esqueleto. Se encuentra con Tran y sale en búsqueda de sus compañeros. En el camino, Tran cae a través de un agujero en el suelo de la cueva y es devorado en el subsuelo por una anaconda. Cole, aterrorizado, logra encontrar al equipo, pero es perseguido por la serpiente. Sam utiliza un machete para decapitar a la serpiente, pero Cole es capturado por otra anaconda gigante. El equipo lo encuentra atrapado por la serpiente en un árbol, pero aún con vida. Bill lanza su cuchillo y empala a la serpiente por la cabeza, matándola y liberando a Cole. El grupo encuentra a Jack, que es finalmente devorado por una de las serpientes en el pozo de apareamiento. El resto del equipo logrará escapar con vida tras la caída de un derrumbe de barro sobre el pozo de las anacondas siendo estas enterradas con las orquídeas sangrientas encontradas por Jack.

## Reparto
- Johnny Messner como Bill Johnson.
- KaDee Strickland como Sam Rogers.
- Eugene Byrd como Cole Burris.
- Salli Richardson como Gail Stern.
- Morris Chestnut como Gordon Mitchell.
- Matthew Marsden como Dr. Jack Byron
- Karl Yune como Tran Wu.
- Nicholas González como Dr. Ben Douglas
- Andy Anderson como John Livingston.

## Recepción
La película recibió críticas negativas por parte de los críticos. La opinión global del sitio web Rotten Tomatoes informó que la cinta acogió 26% de opiniones positivas, basadas en 114 críticas. Metacritic informó que la película tuvo una puntuación media de 40 sobre 100, basada en 28 opiniones. El film fue principalmente criticado por lo "poco realista" que llega a ser, pero el hecho de que las anacondas no son nativas de Borneo tampoco fue muy apreciado por los críticos. Roger Ebert otorgó a la película dos de cuatro estrellas, una calificación inferior a la que dio a la película original. Sin embargo, Ebert elogió la actuación de Mateo Marsden calificándolo como un "excelente traidor". A pesar de la fuerte crítica hacia la película, un sector de fanáticos aceptó de buena forma esta secuela pasando a ser un clásico de culto tal como su precuela.
La película fue nominada a un premio Razzie en la categoría de peor remake o secuela, premio que terminó llevándose la película Scooby-Doo 2: Monstruos sueltos.

## Continuación

### Anaconda 3: Offspring (2008)
Anaconda 3: Offspring es una película de 2008, 
dirigida por Don E. Fauntleroy y producida por Sony Pictures Entertainment, la película se estrenó el 26 de julio de 2008. Contó con las actuaciones de David Hasselhoff, Crystal Allen, Anthony Green y John Rhys-Davies.
La película se centra en como tras los sucesos de Anaconda 2, en la sucursal de Wexell Hall en Rumanía, se ha logrado la creación del suero de Orquídea sangrienta pero la experimentación ha mutado a una Anaconda, la cual ha desarrollado grandes mutaciones que la vuelven más peligrosa.

### Anacondas: Trail of Blood (2009)
Anacondas: Trail of Blood es la cuarta y última película de la franquicia, del 2009 y nuevamente dirigida por Don E. Fauntleroy y producida por Sony Pictures Entertainment, esta vez protagonizada por Crystal Allen, Linden Ashby, Danny Midwinter y John Rhys-Davies.
Narrando como el experimento de Wexell Hall en una anaconda con capacidad de regenerar sus daños, es utilizado con el fin de buscar la cura al cáncer de hueso que padece el dueño de la misma.